# Persone di nome Mohamed
| Questa pagina contiene informazioni ricavate automaticamente dalle voci biografiche con l'ausilio del template Bio e di un bot. L'aggiornamento è periodico e automatico e ricostruisce completamente la pagina. Se manca una persona in questa lista, sei pregato di non aggiungerla, ma accertati piuttosto che la sua voce biografica contenga il template Bio e che i dati anagrafici siano correttamente compilati. Se il template Bio manca, inseriscilo tu stesso o, in alternativa, metti l'avviso {{tmp\|Bio}} che ne segnala la mancanza. Se i dati riportati sono sbagliati, correggi direttamente la voce biografica; le modifiche saranno visibili in questa lista entro pochi giorni. Per chiarimenti vedi il progetto antroponimi. La lista contiene solo le 454 persone che sono citate nell'enciclopedia e per le quali è stato implementato correttamente il template Bio. Pagina aggiornata al 6 ago 2025. |

Questa è una lista di persone presenti nell'enciclopedia che hanno il nome Mohamed, suddivise per attività principale.

## Allenatori di calcio(13)
- Mohamed Abdallah, allenatore di calcio e ex calciatore sudanese
- Mohamed Shawky, allenatore di calcio e ex calciatore egiziano (Porto Said, n. 1981)
- Mohamed Chamité, allenatore di calcio comoriano
- Mohamed Fakhir, allenatore di calcio e ex calciatore marocchino (Casablanca, n. 1953)
- Ismail Ahmed, allenatore di calcio e ex calciatore emiratino (Temara, n. 1983)
- Mohamed Kallon, allenatore di calcio e ex calciatore sierraleonese (Freetown, n. 1979)
- Mohamed Magassouba, allenatore di calcio maliano (n. 1958)
- Mohamed Messoudi, allenatore di calcio e ex calciatore belga (Anversa, n. 1984)
- Mohamed Mkacher, allenatore di calcio e ex calciatore tunisino (Susa, n. 1975)
- Mohamed Nagy, allenatore di calcio e ex calciatore egiziano (Alessandria, n. 1984)
- Mohamed Ousserir, allenatore di calcio e ex calciatore algerino (Boufarik, n. 1978)
- Mohamed Sahli, allenatore di calcio tunisino (Tunisi, n. 1978)
- Mohamed Youssef, allenatore di calcio e ex calciatore egiziano (n. 1970)

## Arbitri di calcio(1)
- Mohamed Benouza, arbitro di calcio algerino (Orano, n. 1972)

## Artisti(1)
- Omar Ghayatt, artista, scenografo e regista egiziano (Il Cairo, n. 1976)

## Attivisti(2)
- Mohamed Bouazizi, attivista tunisino (Sidi Bouzid, n. 1984 - Ben Arous, † 2011)
- Mohamed Elmoutaoikil, attivista saharawi (Assa, n. 1966)

## Attori(5)
- Mohamed Ali Ben Jemaa, attore e sceneggiatore tunisino (Tunisi, n. 1970)
- Mohamed El Jem, attore, sceneggiatore e comico marocchino (Salé, n. 1948)
- Fellag, attore, umorista e commediografo algerino (Azeffoun, n. 1950)
- Mohamed Ramadan, attore, cantautore e rapper egiziano (Qena, n. 1988)
- Mohamed Zouaoui, attore tunisino (Mahdia)

## Canoisti(2)
- Mohamed Kendaoui, canoista tunisino (n. 1998)
- Mohamed Mrabet, canoista tunisino (Doha, n. 1990)

## Canottieri(3)
- Mohamed Khalil Mansouri, canottiere tunisino (n. 1997)
- Moe Sbihi, canottiere britannico (Kingston upon Thames, n. 1988)
- Mohamed Taieb, canottiere tunisino (n. 1996)

## Cantanti(3)
- Cheikh El Hasnaoui, cantante algerino (Tizi Ouzou, n. 1910 - Saint-Pierre, † 2002)
- Mohamed Munir, cantante, attore e medico egiziano (Assuan, n. 1954)
- Mohamed Toufali, cantante e poeta berbero (Melilla, n. 1952)

## Cantautori(2)
- Mohamed Mallal, cantautore, poeta e fumettista berbero (Ouarzazate, n. 1965)
- Mohamed Rouicha, cantautore marocchino (Khenifra, n. 1950 - Khenifra, † 2012)

## Cestisti(30)
- Mohamed Abbassi, cestista tunisino (Gerba, n. 1991)
- Mohamed Abukar, ex cestista statunitense (San Diego, n. 1985)
- Medhat Bahgat, cestista egiziano (Il Cairo, n. 1926)
- Mohamed Bamba, cestista statunitense (New York, n. 1998)
- Naim Dhifallah, cestista tunisino (Nabeul, n. 1982)
- Mohamed Diop, ex cestista senegalese (Dakar, n. 1981)
- Mokhtar Ghyaza, cestista tunisino (Sfax, n. 1986)
- Mohamed el-Gohary Hanafy, ex cestista egiziano (n. 1955)
- Talaat Guenidi, ex cestista egiziano (Il Cairo, n. 1943)
- Mohamed Habib, cestista e allenatore di pallacanestro egiziano (Alessandria d'Egitto, n. 1914 - † 2007)
- Mohamed Hachad, ex cestista marocchino (Casablanca, n. 1983)
- Ali Haidar, cestista libanese (Kana, n. 1990)
- Mohamed Hdidane, cestista tunisino (Nabeul, n. 1986)
- Mohamed Nader Hilal, ex cestista egiziano (n. 1949)
- Mohamed el-Kerdany, ex cestista e allenatore di pallacanestro egiziano (Il Cairo, n. 1977)
- Tariq Khaled, ex cestista egiziano (n. 1965)
- Essam Khaled, ex cestista egiziano (n. 1951)
- Mohamed Kherrazi, cestista marocchino (al-Rashidiyya, n. 1990)
- Mohamed Koné, cestista ivoriano (Abidjan, n. 1981)
- Amine Maghrebi, cestista tunisino (Tunisi, n. 1984)
- Hamdi Osman, ex cestista egiziano (Faqous, n. 1954)
- Mohamed Queta, cestista francese (Bourges, n. 1995)
- Mohamed el-Rashidi, cestista egiziano (n. 1923 - † 2003)
- Mohamed Rassil, cestista tunisino (Nabeul, n. 1998)
- Mohamed Khaled el-Said, ex cestista egiziano (n. 1954)
- Mohamed al-Sayid, ex cestista egiziano (n. 1958)
- Mohamed el-Shakeri, ex cestista egiziano (n. 1968)
- Mohamed Sayed Soliman, ex cestista egiziano (n. 1958)
- Mohamed Tangara, ex cestista maliano (Nioro, n. 1984)
- Mohamed Touré, cestista italiano (Angera, n. 1992)

## Condottieri(1)
- Mohamed Amezian, condottiero berbero († 1912)

## Dirigenti sportivi(1)
- Mohamed bin Hammam, dirigente sportivo qatariota (Doha, n. 1949)

## Economisti(1)
- Mohamed El-Erian, economista e imprenditore egiziano (New York City, n. 1958)

## Filosofi(1)
- Mohammed Aziz Lahbabi, filosofo, scrittore e poeta marocchino (Fès, n. 1922 - Rabat, † 1993)

## Generali(6)
- Mohamed Hamdan Dagalo, generale e politico sudanese (Darfur, n. 1973)
- Mohamed Mediène, generale algerino (Guenzet, n. 1939)
- Mohamed Ould Abdel Aziz, generale e politico mauritano (Akjoujt, n. 1956)
- Mohammed bin Zayed Al Nahyan, generale e politico emiratino (al-ʿAyn, n. 1961)
- Mohamed Ould Ghazouani, generale e politico mauritano (Boumdeid, n. 1956)
- Mohamed Oufkir, generale e politico marocchino (Aïn Chair, n. 1920 - Rabat, † 1972)

## Giocatori di calcio a 5(8)
- Mohamed Abdelhamid, ex giocatore di calcio a 5 egiziano (n. 1977)
- Mohamed Attaibi, giocatore di calcio a 5 olandese (Amsterdam, n. 1987)
- Mohamed Benchiha, ex giocatore di calcio a 5 algerino (n. 1961)
- Mohamed Bouhdjar, ex giocatore di calcio a 5 algerino (n. 1958)
- Mohamed Suleiman, giocatore di calcio a 5 libico (n. 1988)
- Mohamed Mahnin, ex giocatore di calcio a 5 e calciatore norvegese (Oslo, n. 1993)
- Mohamed Saad Mohamed, ex giocatore di calcio a 5 egiziano (n. 1959)
- Mohamed Sayed Ibrahim, ex giocatore di calcio a 5 egiziano (n. 1970)

## Giocatori di football americano(3)
- Mo Alie-Cox, giocatore di football americano statunitense (Alexandria, n. 1993)
- Mohamed Kamara, giocatore di football americano statunitense (Newark, n. 1999)
- Mohamed Sanu, giocatore di football americano statunitense (New Brunswick, n. 1989)

## Giocatori di squash(1)
- Mohamed El Shorbagy, giocatore di squash egiziano (Alessandria d'Egitto, n. 1991)

## Giornalisti(2)
- Mohamed Sifaoui, giornalista, scrittore e regista francese (n. 1967)
- Mohamed Belhassan Wazzani, giornalista e politico marocchino (Fès, n. 1910 - † 1978)

## Giudici di tennis(1)
- Mohamed Lahyani, giudice di tennis svedese (Souss-Massa-Draâ, n. 1966)

## Imprenditori(3)
- Mohamed M. Abou El Enein, imprenditore e politico egiziano (Il Cairo, n. 1951)
- Mohamed Al-Fayed, imprenditore egiziano (Alessandria d'Egitto, n. 1929 - Londra, † 2023)
- Mohamed Mansour, imprenditore e politico egiziano (Alessandria d'Egitto, n. 1948)

## Ingegneri(1)
- Mohamed M. Atalla, ingegnere, chimico e inventore egiziano (Port Said, n. 1924 - Atherton, † 2009)

## Judoka(4)
- Mohamed Abdelaal, judoka egiziano (Alessandria d'Egitto, n. 1990)
- Mohamed Abdelmawgoud, judoka egiziano (n. 1994)
- Mohamed Mohyeldin, judoka egiziano (n. 1991)
- Mohamed Rebahi, judoka algerino (n. 1986)

## Linguisti(1)
- Mohamed Chafik, linguista berbero (Sefrou, n. 1926)

## Lottatori(7)
- Mohamed Abd El-Fatah, ex lottatore egiziano (Suez, n. 1978)
- Mohamed Saliou Camara, lottatore guineano (n. 1993)
- Mohamed Ibrahim El-Sayed, lottatore egiziano (Alessandria d'Egitto, n. 1998)
- Mohamed Paziraie, lottatore iraniano (Baku, n. 1929 - Teheran, † 2002)
- Mohamed Mehdi Yaghoubi, lottatore iraniano (Qazvin, n. 1930 - † 2021)
- Mohamed Zaghloul, lottatore egiziano (n. 1993)
- Mohamed Zahab Khalil, lottatore egiziano (n. 1998)

## Lunghisti(1)
- Mohamed Salman Al-Khuwalidi, lunghista saudita (Dhahran, n. 1981)

## Maratoneti(4)
- Mohamed Abbas, ex maratoneta nigeriano (n. 1963)
- Mohamed Esa, maratoneta etiope (n. 2000)
- Mohamed Hrezi, maratoneta libico (Naugatuck, n. 1991)
- Ahmed Labidi, maratoneta e mezzofondista tunisino (Gammouda, n. 1923 - † 2008)

## Medici(1)
- Mohamed El Kassab, medico tunisino (Tunisi, n. 1926 - Parigi, † 1986)

## Mezzofondisti(8)
- Mohamed Attaoui, mezzofondista spagnolo (Béni Mellal, n. 2001)
- Mo Farah, mezzofondista e maratoneta britannico (Somaliland, n. 1983)
- Mohamed Gammoudi, ex mezzofondista tunisino (Sidi Aïch, n. 1938)
- Mohamed Katir, mezzofondista spagnolo (Ksar El Kebir, n. 1998)
- Mohamed Kedir, ex mezzofondista etiope (n. 1954)
- Mohamed Daud Mohamed, mezzofondista somalo (n. 1996)
- Mohamed Mohumed, mezzofondista tedesco (Mönchengladbach, n. 1999)
- Mohamed Suleiman, ex mezzofondista qatariota (n. 1969)

## Militari(3)
- Mohamed Ben Ahmed Abdelghani, militare e politico algerino (Orano, n. 1927 - Algeri, † 1996)
- Mohamed Khouna Ould Haidalla, militare e politico mauritano (n. 1940)
- Mohamed Alí Seineldín, militare argentino (Concepción del Uruguay, n. 1933 - Buenos Aires, † 2009)

## Nuotatori(4)
- Mohamed Alhousseini Alhassan, ex nuotatore nigerino (n. 1978)
- Mohamed Attoumane, ex nuotatore comoriano (Iconi, n. 1981)
- Mohamed Coulibaly, ex nuotatore maliano (n. 1989)
- Mohamed Samy, nuotatore egiziano (n. 1997)

## Ostacolisti(2)
- Mohamed Asswai Khalifa, ostacolista libico (Zawiya, n. 1944 - † 2018)
- Mohamed Amin Jhinaoui, ostacolista e mezzofondista tunisino (Kairouan, n. 1997)

## Pallanuotisti(6)
- Mohamed Abdel Hafiz, ex pallanuotista egiziano (Il Cairo, n. 1939)
- Mohamed Azmi, pallanuotista egiziano (Il Cairo, n. 1921)
- Mohamed Haraga, ex pallanuotista egiziano
- Mohamed Hemmat, pallanuotista egiziano († 1973)
- Mohamed Khadry, ex pallanuotista egiziano
- Abdel Aziz Khalifa, pallanuotista e nuotatore egiziano (n. 1925 - † 1960)

## Pentatleti(1)
- Mohamed Elgendy, pentatleta egiziano (n. 2002)

## Pesisti(1)
- Mohamed Magdi Hamza, pesista egiziano (Il Cairo, n. 1996)

## Piloti automobilistici(1)
- Fairuz Fauzy, pilota automobilistico malese (Kuala Lumpur, n. 1982)

## Poeti(1)
- Hadrawi, poeta e cantautore somalo (Burao, n. 1943 - Hargheisa, † 2022)

## Politici(29)
- Mohamed Abdelaziz, politico sahrāwī (Marrakech, n. 1947 - Tindouf, † 2016)
- Mohamed Abdi Yusuf, politico somalo (Mudugh, n. 1941)
- Mohamed Abdullahi Mohamed Farmajo, politico somalo (Mogadiscio, n. 1962)
- Mohamed Abdullahi Omaar, politico somalo (Mogadiscio, n. 1962)
- Mohamed Ahmed, politico comoriano (Mutsamudu, n. 1917 - Mutsamudu, † 1984)
- Mohamed Wali Akeik, politico sahrawi (El Aaiún, n. 1950)
- Irfaan Ali, politico guyanese (Leonora, n. 1980)
- Mohamed Bazoum, politico nigerino (N'guigmi, n. 1960)
- Mohamed Benhima, politico marocchino (Safi, n. 1924 - Rabat, † 1992)
- Mohamed Ould Bilal, politico mauritano (Rosso, n. 1963)
- Mohamed Boudiaf, politico algerino (M'Sila, n. 1919 - Annaba, † 1992)
- Mohamed Brahmi, politico tunisino (Sidi Bouzid, n. 1955 - Ariana, † 2013)
- Mohamed Ibn Chambas, politico ghanese (n. 1950)
- Rashied Doekhi, politico surinamese (Paramaribo, n. 1955)
- Mohamed Ibrahim Egal, politico somalo (Odweyne, n. 1928 - Pretoria, † 2002)
- Mohamed Ennaceur, politico tunisino (El Jem, n. 1934)
- Beji Caid Essebsi, politico e avvocato tunisino (Sidi Bou Saïd, n. 1926 - Tunisi, † 2019)
- Mohamed Ghannouchi, politico tunisino (Susa, n. 1941)
- Mohamed Omar Habeb Dhere, politico e generale somalo (Mogadiscio, † 2012)
- Mohamed Mahmoud Ould Louly, politico e militare mauritano (Tijikja, n. 1943 - † 2019)
- Mohamed Osman Jawari, politico somalo (Afgoi, n. 1945 - Mogadiscio, † 2024)
- Mohamed Muizzu, politico maldiviano (Male, n. 1978)
- Mohamed Mzali, politico tunisino (Monastir, n. 1925 - Parigi, † 2010)
- Mohamed Nasheed, politico maldiviano (Male, n. 1967)
- Mohamed Said Fofana, politico guineano (Forécariah, n. 1952)
- Mohamed Takala, politico libico (Homs, n. 1966)
- Mohamed Taki Abdoulkarim, politico comoriano (n. 1936 - † 1998)
- Mohamed al-Menfi, politico e diplomatico libico (Tobruch, n. 1976)
- Mohamed Zain bin Serudin, politico bruneiano (Kampong Lurung Sekuna, n. 1936)

## Principi(1)
- Mohamed Bolkiah, principe e politico bruneiano (Brunei Town, n. 1947)

## Pugili(6)
- Mohamed Allalou, ex pugile algerino (n. 1973)
- Mohamed Aly, ex pugile egiziano (Il Cairo, n. 1975)
- Mohamed Bahari, ex pugile algerino (Sidi Bel Abbes, n. 1975)
- Mohamed El Sayed, pugile e attore egiziano (Il Cairo, n. 1973)
- Mohamed Flissi, pugile algerino (Boumerdès, n. 1990)
- Mohamed Zaoui, ex pugile algerino (n. 1960)

## Rapper(3)
- Moha K, rapper marocchino (Agadir, n. 2002)
- Beny Jr, rapper marocchino (Bni Ahmed Gharbia, n. 1998)
- Simba La Rue, rapper tunisino (Tunisi, n. 2002)

## Registi(4)
- Mohamed Al-Daradji, regista iracheno (Baghdad, n. 1978)
- Mohamed Chouikh, regista cinematografico e attore algerino (Mostaganem, n. 1943)
- Mohamed Abderrahman Tazi, regista marocchino (Fès, n. 1942)
- Mohamed Zran, regista e sceneggiatore tunisino (Zarzis, n. 1959)

## Scacchisti(1)
- Mohamed Haddouche, scacchista algerino (Sidi Bel Abbès, n. 1984)

## Sceneggiatori(1)
- Mohamed Diab, sceneggiatore e regista egiziano (Ismailia, n. 1978)

## Schermidori(4)
- Mohamed Abdel Rahman, schermidore egiziano (n. 1915 - Il Cairo, † 1996)
- Mohamed El-Sayed, schermidore egiziano (Al-Qahira, n. 2003)
- Mohamed Essam, schermidore egiziano (Alessandria d'Egitto, n. 1994)
- Mohamed Zulficar, schermidore egiziano (n. 1918)

## Scrittori(3)
- Mohamed Aden Sheikh, scrittore, politico e chirurgo somalo (Kismayo, n. 1936 - Torino, † 2010)
- Mohamed Choukri, scrittore marocchino (Ayt Chiker, n. 1935 - Rabat, † 2003)
- Mohamed Mbougar Sarr, scrittore senegalese (Dakar, n. 1990)

## Sociologi(1)
- Mohamed Cherkaoui, sociologo e scrittore marocchino (n. 1945)

## Sollevatori(7)
- Mohamed Ali Abdel Kerim, sollevatore egiziano (Alessandria d'Egitto, n. 1927)
- Mohamed Hafez El-Sayed, ex sollevatore egiziano (n. 1963)
- Mohamed Geisa, sollevatore egiziano (Tanta, n. 1913 - † 2003)
- Mohamed Ihab, sollevatore egiziano (Il Cairo, n. 1989)
- Anwar Mesbah, sollevatore egiziano (Alessandria d'Egitto, n. 1913 - Alessandria d'Egitto, † 1998)
- Mohamed El-Sayed Ramadan, ex sollevatore egiziano (n. 1960)
- Mohamed Tarabulsi, sollevatore libanese (Beirut, n. 1950 - Beirut, † 2002)

## Taekwondoka(1)
- Mohamed Khalil Jendoubi, taekwondoka tunisino (n. 2002)

## Tennisti(1)
- Mohamed Safwat, tennista egiziano (Mansura, n. 1990)

## Terroristi(2)
- Mohamed Atta, terrorista egiziano (Kafr el-Sheikh, n. 1968 - New York, † 2001)
- Mohamed Lahouaiej-Bouhlel, terrorista tunisino (M'saken, n. 1985 - Nizza, † 2016)

## Velocisti(3)
- Mohamed Obaid Al-Saadi, velocista omanita (Mascate, n. 1994)
- Mohamed Al-Malky, ex velocista omanita (n. 1962)
- Fakhri bin Ismail, velocista bruneiano (Bandar Seri Begawan, n. 1991)